# The Agency – Im Fadenkreuz der C.I.A.
The Agency – Im Fadenkreuz der C.I.A. (Originaltitel: The Agency) ist eine US-amerikanische Fernsehserie, nach einer Idee von Michael Frost Beckner und von Shaun Cassidy, Gail Katz und Wolfgang Petersen produziert.

## Handlung
The Agency wirft einen durchaus kritischen Blick – insbesondere aus Sicht der Protagonisten – hinter die Kulissen des Auslandsnachrichtendienstes CIA und seiner Machenschaften und Verstrickungen, ohne aber die Außenpolitik der Vereinigten Staaten, Machtmissbrauch, Wirtschaftspolitik, Terrorismus und deren Hintergründe und Ursachen zu erläutern oder grundsätzlich zu hinterfragen.
Im Zentrum jeder Folge steht eine spannend-beklemmend inszenierte verdeckte Operation der CIA in Ländern auf allen Kontinenten, unter anderem im Kampf gegen Attentate (auch seitens der CIA), Terrorismus, Drogenhandel, Geiselnahme, Wirtschaftskriminalität, Menschenhandel und insbesondere die „Interessenswahrung“ der USA.
Der Handlungsfaden (auch des Privatlebens der Charaktere) spannt sich in der ersten Staffel um den Undercover-Agenten Matt Callan (in der zweiten Staffel: A.B. Stiles) und begleitet ihn und ein kleines Team von Analysten, Außen- und Innendienstmitarbeitern in der CIA-Zentrale. Matt ist ein ehemaliger Special Forces, Ausbilder und überarbeiteter Mitarbeiter im operativen Außendienst, der bislang nie einen Befehl hinterfragt oder einen Einsatz abgelehnt hat. Sein Bruder Eric ist bei einem CIA-Einsatz in Bosnien und Herzegowina unter mysteriösen, der Geheimhaltung unterliegenden Umständen ums Leben gekommen, und Matt versucht, diese Hintergründe zu ergründen.
Zum Team gehören Lisa Fabrizzi, Erics Verlobte, Führungsoffizier und Leiterin der Terrorismusbekämpfung: Seit Erics Tod vergräbt sich Lisa in ihrer Arbeit, um über seinen Tod hinwegzukommen, scheint sich aber auch um Matt zu sorgen, der für sie mehr als nur Freundschaft empfindet. Terri Lowell ist eine gewissenhafte Computergrafikerin, neu im Team, mitten in ihrer Scheidung und hat Mühe mit ihrem Doppelleben – der Arbeit beim CIA und der Scheinidentität, welche die Mitarbeiter nach außen hin führen: Sie und ihr Arbeitskollege Lex sind unter anderem auf die Herstellung und Fälschung von Dokumenten und Ausweisen spezialisiert, welche die Agenten bei ihren Top Secret-Missionen benötigen.
Weitere zentrale Figuren sind Carl Reese, integrer Führungsoffizier und loyaler Assistent des Direktors der Agency und Joshua Nankin, der die Agenten als Chef der Technischen Abteilung mit dem für ihre Operationen notwendigen Dokumenten, Scheinidentitäten und Hintergrundinformationen versorgt. Jackson Haisley ist ein verwitweter Vater und leitender Analyst, der die eingehenden Informationen sichtet und zuhanden des Führungsstabs für die laufenden Operationen der CIA auswertet, gleichzeitig seine Arbeit zunehmend zu hinterfragen beginnt.
Und nicht zuletzt Alex Pierce (bis zur Hälfte der ersten Staffel der Direktor der CIA), ein überzeugter Patriot, der einerseits für die Operationen vor dem US-Senat die Verantwortung trägt und wenn nötig die Grenzen der glaubhaften Abstreitbarkeit ausdehnt. Andererseits versucht er, seine Position gegen seinen Amtsvorgänger (Robert Quinn) und mögliche Nachfolger (Senator Tom Gage) sowie gegen die konkurrenzierenden US-Geheimdienste und Behörden zu behaupten.

## Besetzung und Synchronisation

### Hauptbesetzung
| Schauspieler        | Rollenname                                                       | Synchronsprecher        |
| ------------------- | ---------------------------------------------------------------- | ----------------------- |
| Paige Turco         | Terri Lowell                                                     | Carin C. Tietze         |
| David Clennon       | Joshua Nankin                                                    | Dirk Galuba             |
| Will Patton         | Jackson Haisley                                                  | Frank Röth              |
| Richard Speight Jr. | Lex (Staffel 1 und 2 / 36 Folgen)                                | Tobias Lelle            |
| Daniel Benzali      | Stellvertretender Direktor Robert Quinn (einzelne, Folgen 14-44) | Joachim Höppner         |
| Rocky Carroll       | Carl Reese                                                       | Matthias Klie           |
| Beau Bridges        | Senator/Direktor Tom Gage (Folgen 14-44)                         | Norbert Gescher         |
| Jason O’Mara        | A.B. Stiles (Staffel 2)                                          |                         |
| Gil Bellows         | Matt Callan (Staffel 1)                                          | Crock Werner Krumbiegel |
| Gloria Reuben       | Lisa Fabrizzi (Folgen 1-13, 21-22)                               | Petra Einhoff           |
| Ronny Cox           | Director Alex Pierce (Folgen 1-10)                               | Reinhard Glemnitz       |

### Nebenbesetzung
| Schauspieler         | Rollenname                                       | Synchronsprecher      |
| -------------------- | ------------------------------------------------ | --------------------- |
| Ivar Brogger         | Mr. Holland (6 Folgen, 2001–2003)                |                       |
| Jenny Gago           | Anaya (6 Folgen, 2002–2003)                      |                       |
| Alyson Reed          | Lesley Turnbull (5 Folgen, 2001–2002)            |                       |
| Lolita Davidovich    | Avery Pohl (5 Folgen, 2002–2003)                 |                       |
| Steven Koller        | Gages Assistent (5 Folgen, 2002)                 |                       |
| Regina McMahon       | Bree (5 Folgen, 2002)                            |                       |
| Elya Baskin          | Borovinsky (4 Folgen, 2001–2002)                 |                       |
| Namrata Singh Gujral | Fari Bin Ghori (4 Folgen, 2001–2002)             |                       |
| Lisa Waltz           | Patrice DeAllo (4 Folgen, 2001–2002)             |                       |
| Sima Kostov          | Katya (4 Folgen, 2002)                           |                       |
| Leslie Silva         | FBI Special Agent Shelton (4 Folgen, 2003)       |                       |
| Michael Shamus Wiles | Pete (3 Folgen, 2001–2002)                       |                       |
| Shaun Duke           | Peter Eshkol (3 Folgen, 2001–2003)               |                       |
| Todd Jeffries        | CTC Techniker (3 Folgen, 2001–2002)              |                       |
| Emily Kuroda         | Sekretärin von Alex Pierce (3 Folgen, 2001–2002) | Katarina Tomaschewsky |

## Produktion
Gedreht wurde die Mehrzahl der Folgen in Washington, D.C. und Los Angeles, teilweise im Hauptsitz der CIA in Langley, Virginia, einem Vorort im Nordwesten von Washington D. C. Der ursprünglich geplante Schwerpunkt der Serie war aufzuzeigen, wie die CIA in der Ära nach Beendigung des Kalten Kriegs ihr Weiterbestehen rechtfertigte.
Nach den Terroranschlägen vom 11. September 2001 änderte sich der inhaltliche Schwerpunkt grundsätzlich, und die Handlung wurde überarbeitet: Die Figur des leitenden Direktors der CIA (Alex Pierce) wurde ersetzt, Charaktere und Episoden neu definiert, der geplante Pilotfilm (Anschlag einer Terrorzelle) neu gedreht und als fünfte Folge ausgestrahlt. Erklärtes „Feindbild“ war nun der Krieg gegen den Terror, die Homeland Security spielte fortan eine zentrale Rolle und einige Schauspieler, insbesondere Gloria Reuben und Gil Bellows, stiegen am Ende der ersten Staffel aus der Produktion aus.

## Ausstrahlung
Die Erstausstrahlung erfolgte am 27. September 2001 beim US-amerikanischen Sender CBS, im deutschsprachigen Fernsehen am 15. Januar 2003 beziehungsweise 23. Juni 2005 auf RTL II. Es folgten ATV, 13th Street und der ORF 1.
Eine dritte Staffel war geplant, wurde aber infolge der sinkenden Quoten nach den Terroranschlägen vom 11. September 2001 nicht produziert. Dies führte zu wiederholten und bislang erfolglosen Petitionen der internationalen Fangemeinde, das offene Ende und die verschiedenen Handlungsstränge (vgl. Farscape) zum Abschluss zu bringen.
Einige der englischsprachigen Episodentitel beziehen sich auf auch im deutschsprachigen Raum bekannte Hollywood-Spielfilme und nehmen teilweise (zumeist die Lokalitäten) Bezug auf diese, beispielsweise The Year of Living Dangerously und French Kiss.

## Episodenliste
| Episode   | Originaltitel                  | Deutscher Titel        | Erstausstrahlung USA | Erstausstrahlung RTL 2 |
| --------- | ------------------------------ | ---------------------- | -------------------- | ---------------------- |
| 1 (1-01)  | Viva Fidel!                    | Castros Kuba           | 27. September 2001   | 23. Juni 2005          |
| 2 (1-02)  | God’s Work                     | Gottes Werk            | 4. Oktober 2001      | 23. Juni 2005          |
| 3 (1-03)  | The Year of Living Dangerously | Gefährlicher Ehrgeiz   | 18. Oktober 2001     | 24. Juni 2005          |
| 4 (1-04)  | In Our Own Backyard            | Die Bombe im Garten    | 25. Oktober 2001     | 24. Juni 2005          |
| 5 (1-05)  | Pilot                          | In letzter Minute      | 1. November 2001     | 23. Juni 2005          |
| 6 (1-06)  | A Slight Case of Anthrax       | Ein tödliches Geschenk | 8. November 2001     | 24. Juni 2005          |
| 7 (1-07)  | Closure                        | Spurensuche            | 15. November 2001    | 30. Juni 2005          |
| 8 (1-08)  | Nocturne                       | Verletzte Gefühle      | 29. November 2001    | 30. Juni 2005          |
| 9 (1-09)  | Rules of the Game              | Doppeltes Spiel        | 6. Dezember 2001     | 30. Juni 2005          |
| 10 (1-10) | Deadline                       | Landesverrat           | 20. Dezember 2001    | 1. Juli 2005           |
| 11 (1-11) | Son Set                        | Die Entführung         | 17. Januar 2002      | 1. Juli 2005           |
| 12 (1-12) | The Enemy Within               | Die Totenmaske         | 24. Januar 2002      | 1. Juli 2005           |
| 13 (1-13) | The Golden Hour                | Die Wächter Amerikas   | 31. Januar 2002      | 15. Juli 2005          |
| 14 (1-14) | The Gauntlet                   | Kopf oder Zahl         | 7. Februar 2002      | 15. Juli 2005          |
| 15 (1-15) | Sleeping Dogs Lie              | Der Rivale             | 28. Februar 2002     | 21. Juli 2005          |
| 16 (1-16) | The Plague Year                | Virenterror            | 7. März 2002         | 21. Juli 2005          |
| 17 (1-17) | Moo                            | Blinde Kuh             | 28. März 2002        | 21. Juli 2005          |
| 18 (1-18) | The Greater Good               | Wahre Helden           | 4. April 2002        | 22. Juli 2005          |
| 19 (1-19) | Peacemakers                    | Krieg und Frieden      | 18. April 2002       | 22. Juli 2005          |
| 20 (1-20) | The Understudy                 | Seitenwechsel          | 25. April 2002       | 22. Juli 2005          |
| 21 (1-21) | Doublecrossover                | Verraten und verkauft  | 2. Mai 2002          | 28. Juli 2005          |
| 22 (1-22) | Finale                         | Finale                 | 9. Mai 2002          | 28. Juli 2005          |

| Episode   | Originaltitel         | Deutscher Titel     | Erstausstrahlung USA | Erstausstrahlung RTL 2 |
| --------- | --------------------- | ------------------- | -------------------- | ---------------------- |
| 1 (2-02)  | French Kiss           | Küssen oder Kratzen | 28. September 2002   | 2010                   |
| 2 (2-02)  | Air Lex               | Air Lex             | 6. Oktober 2002      | 2010                   |
| 3 (2-03)  | The Great Game        | Gut gespielt        | 12. Oktober 2002     | 2010                   |
| 4 (2-04)  | C.S.Lie               | C.S.Lie             | 19. Oktober 2002     |                        |
| 5 (2-05)  | The Prisoner          | Der Gefangene       | 26. Oktober 2002     |                        |
| 6 (2-06)  | Home Grown            | Haus im Dreck       | 2. November 2002     |                        |
| 7 (2-07)  | Heartless             | Herzlose Leute      | 8. November 2002     |                        |
| 8 (2-08)  | First Born            |                     | 16. November 2002    |                        |
| 9 (2-09)  | Thanksgiving          |                     | 23. November 2002    |                        |
| 10 (2-10) | Trust                 |                     | 6. Dezember 2002     |                        |
| 11 (2-11) | Elite Meat to Eat     |                     | 14. Dezember 2002    |                        |
| 12 (2-12) | An Isolated Incident  |                     | 18. Januar 2003      |                        |
| 13 (2-13) | Debbie Does Djakarta  |                     | 1. Februar 2003      |                        |
| 14 (2-14) | Coventry              |                     | 8. Februar 2003      |                        |
| 15 (2-15) | Absolute Bastard      |                     | 15. Februar 2003     |                        |
| 16 (2-16) | Unholy Alliances      |                     | 22. Februar 2003     |                        |
| 17 (2-17) | Soft Kills            |                     | 15. März 2003        |                        |
| 18 (2-18) | Spy Finance           |                     | 12. April 2003       |                        |
| 19 (2-19) | War, Inc.             |                     | 26. April 2003       |                        |
| 20 (2-20) | Mi Cena con Andrei    |                     | 3. Mai 2003          |                        |
| 21 (2-21) | Our Man in Korea      |                     | 10. Mai 2003         |                        |
| 22 (2-22) | Our Man in Washington |                     | 17. Mai 2003         |                        |

## Auszeichnung
Für die Musikkompositionen der Episode 25 (The Great Game) wurden Jon Ehrlich und Jason Derlatka für den Primetime Emmy Awards 2003 nominiert.